# Hrvatski rukometni kup za muškarce – kvalifikacije 2021./22.
Ovaj članak je podtema članka: Hrvatski rukometni kup za muškarce 2021./22.

Regionalne kvalifikacije za Hrvatski rukometni kup za muškarce za sezonu 2021./22. 
 
Igrane su u pet regija - "Istok", "Jug", "Sjever", "Središte" i "Zapad", kroz koje se deset klubova plasiralo u osminu završnice Hrvatskog kupa 2021./22.

## Regija Istok
Klubovi po županijama
| - Brodsko-posavska - Brod (Slavonski Brod) - Nova Gradiška BD Gruppe Austria - Slavija Staro Petrovo Selo | - Osječko-baranjska - Đakovo - Feniks Osijek - Osijek - Valpovka Valpovo | - Požeško-slavonska - LiPa Pakrac - Požega | - Virovitičko-podravska - Slatina - Viro-Virovitica | - Vukovarsko-srijemska - Borovo Vukovar - Spačva Vinkovci - Županja |

Četvrtfinale (1. kolo)
| datum              | mjesto odigravanja | par                                           | rez.  | napomene | izvještaj                                                                 |
| ------------------ | ------------------ | --------------------------------------------- | ----- | -------- | ------------------------------------------------------------------------- |
| 3. studenog 2022.  | Županja            | Županja - Osijek                              | 15:41 |          | Arhivirana inačica izvorne stranice od 13. srpnja 2022. (Wayback Machine) |
| 3. studenog 2022.  | Slatina            | Slatina - Đakovo                              | 27:34 |          | Arhivirana inačica izvorne stranice od 13. srpnja 2022. (Wayback Machine) |
| 3. studenog 2022.  | Pakrac             | LiPa Pakrac - Nova Gradiška BD Gruppe Austria | 34:18 |          | Arhivirana inačica izvorne stranice od 13. srpnja 2022. (Wayback Machine) |
| 3. studenog 2022.  | Vukovar            | Borovo Vukovar - Spačva Vinkovci              | 29:36 |          | Arhivirana inačica izvorne stranice od 13. srpnja 2022. (Wayback Machine) |
| 3. studenog 2022.  | Slavonski Brod     | Brod (Slavonski Brod) - Feniks Osijek         | 26:25 |          | Arhivirana inačica izvorne stranice od 13. srpnja 2022. (Wayback Machine) |
| 3. studenog 2022.  | Valpovo            | Valpovka Valpovo - Viro-Virovitica            | 41:19 |          | Arhivirana inačica izvorne stranice od 13. srpnja 2022. (Wayback Machine) |
| 11. studenog 2022. |                    | Slavija Staro Petrovo Selo - Požega           | 26:30 |          |                                                                           |

Polufinale (2. kolo)
| datum              | mjesto odigravanja | par                            | rez.                   | napomene                                      | izvještaj                                                                 |
| ------------------ | ------------------ | ------------------------------ | ---------------------- | --------------------------------------------- | ------------------------------------------------------------------------- |
| 24. studenog 2022. | Požega             | Požega - LiPa Pakrac           | 48:49 (39:39, 9:10 7m) | "LiPa" pobijedila boljim izvođenjem sedmeraca | Arhivirana inačica izvorne stranice od 13. srpnja 2022. (Wayback Machine) |
| 24. studenog 2022. | Đakovo             | Đakovo - Spačva Vinkovci       | 32:38                  |                                               | Arhivirana inačica izvorne stranice od 13. srpnja 2022. (Wayback Machine) |
| 24. studenog 2022. | Slavonski Brod     | Brod (Slavonski Brod) - Osijek | 25:41                  |                                               | Arhivirana inačica izvorne stranice od 13. srpnja 2022. (Wayback Machine) |
|                    |                    | Valpovka Valpovo               | Valpovka Valpovo       | slobodni                                      |                                                                           |

Finale (3. kolo)
| datum             | mjesto odigravanja | par                           | rez.  | napomene                                                | izvještaj                                                                 |
| ----------------- | ------------------ | ----------------------------- | ----- | ------------------------------------------------------- | ------------------------------------------------------------------------- |
| 8. prosinca 2021. | Vinkovci           | Spačva Vinkovci - LiPa Pakrac | 47:15 | "Spačva" se plasirala u osminu završnice Hrvatskog kupa | Arhivirana inačica izvorne stranice od 13. srpnja 2022. (Wayback Machine) |
| 8. prosinca 2021. | Valpovo            | Valpovka Valpovo - Osijek     | 25:29 | "Osijek" se plasirao u osminu završnice Hrvatskog kupa  | Arhivirana inačica izvorne stranice od 13. srpnja 2022. (Wayback Machine) |

## Regija Jug
Klubovi po županijama
| - Dubrovačko-neretvanska - Ardiaei Čibača - Dubrovnik RKHM - Korčula - Metković – Mehanika - Mokošica - Opuzen | - Splitsko-dalmatinska - BM07 Split - Hrvatski dragovoljac Dugi Rat - Kamičak Sinj - Kingtrade Makarska - Krilnik Split - Ribola Kaštela (Kaštel Gomilica) - Solin - Split - Trilj - Trogir | - Šibensko-kninska - Vodice | - Zadarska - Biograd (Biograd na Moru) - Zadar 1954 |

1. pretkolo
| datum               | mjesto odigravanja | par                                | rez.  | napomene | izvještaj                                                                 |
| ------------------- | ------------------ | ---------------------------------- | ----- | -------- | ------------------------------------------------------------------------- |
| 27. listopada 2021. | Korčula            | Korčula - Mokošica                 | 35:20 |          | Arhivirana inačica izvorne stranice od 13. srpnja 2022. (Wayback Machine) |
| 27. listopada 2021. | Opuzen             | Opuzen - Ardiaei Čibača            | 23:29 |          | Arhivirana inačica izvorne stranice od 13. srpnja 2022. (Wayback Machine) |
| 27. listopada 2021. | Biograd na Moru    | Biograd (Biograd na Moru) - Vodice | 29:22 |          | Arhivirana inačica izvorne stranice od 13. srpnja 2022. (Wayback Machine) |

2. pretkolo (osmina završnice)
| datum              | mjesto odigravanja | par                                      | rez.  | napomene | izvještaj                                                                 |
| ------------------ | ------------------ | ---------------------------------------- | ----- | -------- | ------------------------------------------------------------------------- |
| 9. studenog 2021.  | Trilj              | Trilj - Ribola Kaštela (Kaštel Gomilica) | 18:38 |          | Arhivirana inačica izvorne stranice od 13. srpnja 2022. (Wayback Machine) |
| 10. studenog 2021. | Biograd na Moru    | Biograd (Biograd na Moru) - Zadar 1954   | 17:37 |          | Arhivirana inačica izvorne stranice od 13. srpnja 2022. (Wayback Machine) |
| 11. studenog 2021. | Split              | Split - Hrvatski dragovoljac Dugi Rat    | 25:35 |          | Arhivirana inačica izvorne stranice od 13. srpnja 2022. (Wayback Machine) |
| 11. studenog 2021. | Makarska           | Kingtrade Makarska - BM07 Split          | 24:31 |          | Arhivirana inačica izvorne stranice od 13. srpnja 2022. (Wayback Machine) |
| 11. studenog 2021. | Sinj               | Kamičak Sinj - Solin                     | 26:27 |          | Arhivirana inačica izvorne stranice od 13. srpnja 2022. (Wayback Machine) |
| 18. studenog 2021. | Split              | Krilnik Split - Trogir                   | 13:44 |          | Arhivirana inačica izvorne stranice od 13. srpnja 2022. (Wayback Machine) |
| 24. studenog 2021. | Korčula            | Korčula - Metković-Mehanika              | 13:34 |          | Arhivirana inačica izvorne stranice od 13. srpnja 2022. (Wayback Machine) |
| 24. studenog 2021. | Mlini              | Ardiaei Čibača - Dubrovnik RKHM          | 33:24 |          | Arhivirana inačica izvorne stranice od 13. srpnja 2022. (Wayback Machine) |

Četvrtfinale
| datum              | mjesto odigravanja | par                                           | rez.                  | napomene                                        | izvještaj                                                                 |
| ------------------ | ------------------ | --------------------------------------------- | --------------------- | ----------------------------------------------- | ------------------------------------------------------------------------- |
| 24. studenog 2021. | Solin              | Solin - Zadar 1954                            | 29:34                 |                                                 | Arhivirana inačica izvorne stranice od 13. srpnja 2022. (Wayback Machine) |
| 24. studenog 2021. | Omiš               | Hrvatski dragovoljac Dugi Rat - Trogir        | 26:29                 |                                                 | Arhivirana inačica izvorne stranice od 13. srpnja 2022. (Wayback Machine) |
| 7. prosinca 2021.  | Mlini              | Ardiaei Čibača - Metković-Mehanika            | 32:31 (26:26; 6:5 7m) | "Ardiaei" pobijedio boljim izvođenjem sedmeraca | Arhivirana inačica izvorne stranice od 13. srpnja 2022. (Wayback Machine) |
| 8. prosinca 2021.  | Kaštel Sućurac     | Ribola Kaštela (Kaštel Gomilica) - BM07 Split | 34:28                 |                                                 | Arhivirana inačica izvorne stranice od 13. srpnja 2022. (Wayback Machine) |

Polufinale
| datum              | mjesto odigravanja | par                                           | rez.                  | napomene                                                                                              | izvještaj                                                                 |
| ------------------ | ------------------ | --------------------------------------------- | --------------------- | --- | ------------------------------------------------------------------------- |
| 14. prosinca 2021. | Mlini              | Ardiaei Čibača - Trogir                       | 30:31 (25:25, 5:6 7m) | "Trogir" pobijedio boljim izvođenjem sedmeraca "Trogir" se plasirao u osminu završnice Hrvatskog kupa | Arhivirana inačica izvorne stranice od 13. srpnja 2022. (Wayback Machine) |
| 15. prosinca 2021. | Zadar              | Zadar 1954 - Ribola Kaštela (Kaštel Gomilica) | 24:30                 | "Ribola Kaštela" se plasirala u osminu završnice Hrvatskog kupa                                       | Arhivirana inačica izvorne stranice od 13. srpnja 2022. (Wayback Machine) |

## Regija Sjever
Klubovi po županijama
| - Bjelovarsko-bilogorska - Bjelovar - Daruvar - Ilova Grubišno Polje | - Koprivničko-križevačka - Koprivnica - KTC Križevci | - Međimurska - Čakovec - Nedelišće - Prelog | - Varaždinska - Ivančica Ivanec - Ludbreg - Marof (Novi Marof) - Trnovec - Vidovec |

1. kolo
| datum              | mjesto odigravanja | par                            | rez.  | napomene | izvještaj                                                                 |
| ------------------ | ------------------ | ------------------------------ | ----- | -------- | ------------------------------------------------------------------------- |
| 4. studenog 2021.  | Nedelišće          | Nedelišće - Vidovec            | 22:38 |          | Arhivirana inačica izvorne stranice od 13. srpnja 2022. (Wayback Machine) |
| 9. studenog 2021.  | Ivanec             | Ivančica Ivanec - KTC Križevci | 39:32 |          | Arhivirana inačica izvorne stranice od 13. srpnja 2022. (Wayback Machine) |
| 10. studenog 2021. | Grubišno Polje     | Ilova Grubišno Polje - Čakovec | 24:40 |          | Arhivirana inačica izvorne stranice od 13. srpnja 2022. (Wayback Machine) |
| 10. studenog 2021. | Novi Marof         | Marof (Novi Marof) - Prelog    | 24:38 |          | Arhivirana inačica izvorne stranice od 13. srpnja 2022. (Wayback Machine) |
| 10. studenog 2021. | Daruvar            | Daruvar - Bjelovar             | 21:41 |          | Arhivirana inačica izvorne stranice od 13. srpnja 2022. (Wayback Machine) |
| 10. studenog 2021. | Trnovec            | Trnovec - Koprivnica           | 22:28 |          | Arhivirana inačica izvorne stranice od 13. srpnja 2022. (Wayback Machine) |

2. kolo
| datum              | mjesto odigravanja | par                       | rez.    | napomene | izvještaj                                                                 |
| ------------------ | ------------------ | ------------------------- | ------- | -------- | ------------------------------------------------------------------------- |
| 23. studenog 2021. | Ivanec             | Ivančica Ivanec - Čakovec | 36:32   |          | Arhivirana inačica izvorne stranice od 13. srpnja 2022. (Wayback Machine) |
| 24. studenog 2021. | Prelog             | Prelog - Bjelovar         | 34:41   |          | Arhivirana inačica izvorne stranice od 13. srpnja 2022. (Wayback Machine) |
| 24. studenog 2021. | Ludbreg            | Ludbreg - Koprivnica      | 34:31   |          | Arhivirana inačica izvorne stranice od 13. srpnja 2022. (Wayback Machine) |
|                    |                    | Vidovec                   | Vidovec | slobodni |                                                                           |

3. kolo
| datum              | mjesto odigravanja | par                       | rez.                  | napomene                                                                                                  | izvještaj                                                                 |
| ------------------ | ------------------ | ------------------------- | --------------------- | --- | ------------------------------------------------------------------------- |
| 14. prosinca 2021. | Ivanec             | Ivančica Ivanec - Ludbreg | 35:29                 | "Ivančica" se plasirala u osminu završnice Hrvatskog kupa                                                 | Arhivirana inačica izvorne stranice od 13. srpnja 2022. (Wayback Machine) |
| 15. prosinca 2021. | Vidovec            | Vidovec - Bjelovar        | 36:37 (32:32, 4:5 7m) | "Bjelovar" pobijedio boljim izvođenjem sedmeraca "Bjelovar" se plasirao u osminu završnice Hrvatskog kupa | Arhivirana inačica izvorne stranice od 13. srpnja 2022. (Wayback Machine) |

## Regija Središte
Klubovi po županijama
| - Krapinsko-zagorska | - Sisačko-moslavačka - Moslavina Kutina - Petrinja - Sisak | - Zagrebačka - Dugo Selo - Gorica (Velika Gorica) - Ivanić (Ivanić-Grad) - Rudar Rude - Rugvica | - Grad Zagreb - Maksimir Pastela Zagreb - Medveščak ZG Zagreb - Metalac Zagreb - Novi Zagreb (Zagreb) - ZG-Dubrava Zagreb |

1. kolo
| datum             | mjesto odigravanja | par                                            | rez.  | napomene | izvještaj                                                                 |
| ----------------- | ------------------ | ---------------------------------------------- | ----- | -------- | ------------------------------------------------------------------------- |
| 2. studenog 2021. | Kutina             | Moslavina Kutina - Petrinja                    | 33:28 |          | Arhivirana inačica izvorne stranice od 13. srpnja 2022. (Wayback Machine) |
| 2. studenog 2021. | Ivanić-Grad        | Maksimir Pastela Zagreb - Ivanić (Ivanić-Grad) | 30:31 |          | Arhivirana inačica izvorne stranice od 13. srpnja 2022. (Wayback Machine) |
| 2. studenog 2021. | Zagreb             | Medveščak ZG Zagreb - Rudar Rude               | 27:34 |          | Arhivirana inačica izvorne stranice od 13. srpnja 2022. (Wayback Machine) |
| 2. studenog 2021. | Dugo Selo          | Dugo Selo - Metalac Zagreb                     | 34:26 |          | Arhivirana inačica izvorne stranice od 13. srpnja 2022. (Wayback Machine) |
| 3. studenog 2021. | Zagreb             | ZG-Dubrava Zagreb - Sisak                      | 26:34 |          | Arhivirana inačica izvorne stranice od 13. srpnja 2022. (Wayback Machine) |
| 3. studenog 2021. | Rugvica            | Novi Zagreb (Zagreb) - Rugvica                 | 31:37 |          | Arhivirana inačica izvorne stranice od 13. srpnja 2022. (Wayback Machine) |

2. kolo
| datum              | mjesto odigravanja | par                                | rez.       | napomene | izvještaj                                                                 |
| ------------------ | ------------------ | ---------------------------------- | ---------- | -------- | ------------------------------------------------------------------------- |
| 23. studenog 2021. | Ivanić-Grad        | Rugvica - Ivanić (Ivanić-Grad)     | 23:34      |          | Arhivirana inačica izvorne stranice od 13. srpnja 2022. (Wayback Machine) |
| 23. studenog 2021. | Dugo Selo          | Dugo Selo - Gorica (Velika Gorica) | 25:39      |          | Arhivirana inačica izvorne stranice od 13. srpnja 2022. (Wayback Machine) |
| 24. studenog 2021. | Sisak              | Sisak - Moslavina Kutina           | 30:47      |          | Arhivirana inačica izvorne stranice od 13. srpnja 2022. (Wayback Machine) |
|                    |                    | Rudar Rude                         | Rudar Rude | slobodni |                                                                           |

3. kolo
| datum              | mjesto odigravanja | par                                           | rez.  | napomene                                                   | izvještaj                                                                 |
| ------------------ | ------------------ | --------------------------------------------- | ----- | ---------------------------------------------------------- | ------------------------------------------------------------------------- |
| 7. prosinca 2021.  | Ivanić-Grad        | Ivanić (Ivanić-Grad) - Gorica (Velika Gorica) | 22:31 | "Gorica" se plasirala u osminu završnice Hrvatskog kupa    | Arhivirana inačica izvorne stranice od 13. srpnja 2022. (Wayback Machine) |
| 15. prosinca 2021. | Kutina             | Moslavina Kutina - Rudar Rude                 | 29:23 | "Moslavina" se plasirala u osminu završnice Hrvatskog kupa | Arhivirana inačica izvorne stranice od 13. srpnja 2022. (Wayback Machine) |

## Regija Zapad
Klubovi po županijama
| - Istarska - 28. April Kaštelir - Arena-Pula - Buje 53 - Buzet - Rovinj - Rudar Adria Oil Labin - Umag - Veruda Pula | - Karlovačka - Dubovac-Gaza Karlovac - Karlovac - Ogulin | - Ličko-senjska - Gospić - Senj | - Primorsko-goranska - Kozala Rijeka - Mornar Dramalj-Crikvenica - Selce - Trsat Rijeka - Zamet Rijeka |

Šesnaestina finala
| datum              | mjesto odigravanja | par                               | rez.  | napomene | izvještaj                                                                 |
| ------------------ | ------------------ | --------------------------------- | ----- | -------- | ------------------------------------------------------------------------- |
| 10. studenog 2021. | Rijeka             | Trsat Rijeka - Zamet Rijeka       | 22:44 |          | Arhivirana inačica izvorne stranice od 13. srpnja 2022. (Wayback Machine) |
| 10. studenog 2021. | Crikvenica         | Selce - Mornar Dramalj-Crikvenica | 29:28 |          | Arhivirana inačica izvorne stranice od 13. srpnja 2022. (Wayback Machine) |

Osmina finala
| datum              | mjesto odigravanja | par                                        | rez.  | napomene | izvještaj                                                                 |
| ------------------ | ------------------ | ------------------------------------------ | ----- | -------- | ------------------------------------------------------------------------- |
| 17. studenog 2021. | Ogulin             | Ogulin - Karlovac                          | 28:36 |          | Arhivirana inačica izvorne stranice od 13. srpnja 2022. (Wayback Machine) |
| 17. studenog 2021. | Karlovac           | Dubovac-Gaza Karlovac - Gospić             | 31:32 |          | Arhivirana inačica izvorne stranice od 13. srpnja 2022. (Wayback Machine) |
| 17. studenog 2021. | Brnobići           | 28. April Kaštelir - Rudar Adria Oil Labin | 23:36 |          | [neaktivna poveznica]                                                     |
| 17. studenog 2021. | Rijeka             | Kozala Rijeka - Zamet Rijeka               | 19:45 |          | Arhivirana inačica izvorne stranice od 13. srpnja 2022. (Wayback Machine) |
| 24. studenog 2021. | Crikvenica         | Selce - Senj                               | 26:33 |          | Arhivirana inačica izvorne stranice od 13. srpnja 2022. (Wayback Machine) |
| 24. studenog 2021. | Buje               | Buje 53 - Umag                             | 16:30 |          | Arhivirana inačica izvorne stranice od 13. srpnja 2022. (Wayback Machine) |
| 29. studenog 2021. | Pula               | Veruda Pula - Buzet                        | 27:29 |          | Arhivirana inačica izvorne stranice od 13. srpnja 2022. (Wayback Machine) |
| 1. prosinca 2021.  |                    | Arena-Pula - Rovinj                        | 26:27 |          |                                                                           |

Četvrtfinale
| datum             | mjesto odigravanja | par                           | rez.  | napomene | izvještaj                                                                 |
| ----------------- | ------------------ | ----------------------------- | ----- | -------- | ------------------------------------------------------------------------- |
| 1. prosinca 2021. | Gospić             | Gospić - Karlovac             | 33:46 |          | Arhivirana inačica izvorne stranice od 13. srpnja 2022. (Wayback Machine) |
| 8. prosinca 2021. | Buzet              | Buzet - Rudar Adria Oil Labin | 34:27 |          | Arhivirana inačica izvorne stranice od 13. srpnja 2022. (Wayback Machine) |
| 8. prosinca 2021. | Rovinj             | Rovinj - Umag                 | 24:29 |          | Arhivirana inačica izvorne stranice od 13. srpnja 2022. (Wayback Machine) |
| 8. prosinca 2021. | Senj               | Senj - Zamet Rijeka           | 25:39 |          | Arhivirana inačica izvorne stranice od 13. srpnja 2022. (Wayback Machine) |

Polufinale
| datum              | mjesto odigravanja | par                  | rez.  | napomene                                              | izvještaj                                                                 |
| ------------------ | ------------------ | -------------------- | ----- | ----------------------------------------------------- | ------------------------------------------------------------------------- |
| 28. siječnja 2022. | Umag               | Umag - Karlovac      | 33:28 | "Umag" se plasirao u osminu završnice Hrvatskog kupa  | Arhivirana inačica izvorne stranice od 13. srpnja 2022. (Wayback Machine) |
| 1. veljače 2022.   | Buzet              | Buzet - Zamet Rijeka | 29:37 | "Zamet" se plasirao u osminu završnice Hrvatskog kupa | Arhivirana inačica izvorne stranice od 13. srpnja 2022. (Wayback Machine) |

## Vanjske poveznice
- hrs.hr, Hrvatski rukometni savez
- hrs.hr, Kup Hrvatske